# アゼミタクロー
アゼミタクローは、日本のラジオDJ、スタジアムDJ、ナレーター、メディアプランナー。
ラジオ番組やスタジアム等においてはタクロー又は、DJタクローとクレジットされることが多い。
千葉県千葉市出身、A型。シンガポール在住経験有り。
現在は主にJリーグ藤枝MYFCのホーム戦のスタジアムDJ、WEB動画・TV-CM等のナレーションを中心に活動。

## 来歴・人物
広告業界のプランナー職を経てラジオDJ・スタジアムDJとなった。プランナー時代は制作プロダクションの代表を務めていたこともあり、各種のWEBプロモーションやイベント、ラジオCMなどの企画制作を担当し、代表作に日韓ワールドカップサッカー招致のWEBサイト、その後のワールドカップ情報を発信するサイト「2002Japan」、e-Taxのキャラクター「e太くん」等がある。
物件探しと間取図を見ることは趣味を超えた日課と言っており、自身が社会に出てからの引越し回数は15回以上。変わった設備や間取りの珍しい住宅物件を見るととにかく住んでみたいという物件マニアの血が騒ぐとのこと。食に強い関心があり、引越しが多いが故に各地の飲食店事情にも精通している。

## 現在の出演

### スタジアムDJ
- 藤枝MYFC[1]（2017年〜）

### ナビゲーター
- 三菱電機 Technology Journey[2]

### CMナレーション
- いちふじ青果
- 日本建築専門学校

## 過去の出演

### スタジアムDJ/スポーツDJ
- VONDS市原
- 全国地域サッカーチャンピオンズリーグ
- 全国PK選手権大会
- Hallen-fussball ケラミックカップ
- 静岡ブルーレヴズ
- NTTコミュニケーションズ シャイニングアークス東京ベイ浦安
- ジャパンビーチバレーボールツアー
- 茨城アストロプラネッツ
- 日本女子ソフトボールリーグ

### ラジオ
- 藤枝MYFC徹底応援番組 藤魂MYFC（FM島田）
- Sunday Designs[3] （FM FUJI）ラジオDJの水間有紀とツインDJ
- 日曜アートサロン和錆（東京FM）
- Canvas（FMヨコハマ）
- Unfactory （FMヨコハマ）安齋肇とツインDJ
- Hello Singapore（FM96.3 SMILE WAVE）シンガポール日本語放送
- サタデーラボラトリー（エフエム戸塚）
- 湘南ウィークエンドマップ（湘南ビーチFM）
- いってらっしゃい（湘南ビーチFM）

### CMナレーション
- 武田薬品「アリナミンゼロ7」
- メディアファクトリー「イナズマイレブン爆炎」
- 学校法人神奈川歯科大学「KDU」

### WEB動画他
- Microsoft
- Intel
- Oisix
- フランス国立美術館日本語オーディオガイド
- ハワイオアフ島GPSガイドツアー